# Globigerinina
Globigerinina es el único suborden de foraminífero planctónico del orden Globigerinida, que pertenece a la clase Foraminiferea Eichwald, 1830, o Foraminifera.

## Discusión
Clasificaciones posteriores han dividido Gobligerinina en dos subórdenes: suborden Globigerinina s.s. y suborden Heterohelicina, el cual incluye la superfamilia Heterohelicoidea y ha sido incluido en el orden Heterohelicida.

## Clasificación
Gobligerinina incluye a las siguientes superfamilias:
- Superfamilia Heterohelicoidea
- Superfamilia Planomalinoidea
- Superfamilia Rotaliporoidea
- Superfamilia Globotruncanoidea
- Superfamilia Globorotalioidea
- Superfamilia Hantkeninoidea
- Superfamilia Globigerinoidea

También han sido consideradas las siguientes superfamilias:
- Superfamilia Favuselloidea
- Superfamilia Globigerinitoidea
- Superfamilia Eoglobigerinoidea
- Superfamilia Truncorotaloidinoidea